# Голубой цвет
Голубой (#00BFFF)
Голубой (2) (#00B8D9)
Голубой (3) (#55AAFF)
Голубой (светлый оттенок синего) (#80A6FF)
Циан (#00FFFF)
Циан (оттенок, более близкий к голубому и синему) (#00CCFF)
Голубо́й цвет — группа оттенков синего с небольшим смещением в сторону зелёного, таким, что ещё совсем нет ощущения зелёного оттенка, либо просто светлые оттенки тонов синего диапазона. Спектральному голубому приблизительно соответствует оттенок 130 в цветовой системе Windows[прояснить] (00BFFF16). В более широком смысле голубой можно определить как синеватый или слабо-синий, в таком случае голубыми часто называют вещи, которые по контрасту с окружающими выделяются небольшим синим оттенком. Например, голубыми часто называют кровеносные сосуды, вены, поскольку когда они видны под кожей, то их цвет субъективно воспринимается, как выделяющийся синим оттенком.

## Происхождение
Голубой цвет не относится ни к основным, ни к промежуточным цветам, не относится к цветам ни 1-го, ни 2-го, ни 3-го порядков (ни в системе красный-зелёный-синий, ни в системе (цветовом круге) красный-жёлтый-синий). В системе красный-зелёный-синий этот оттенок — цвет 4-го порядка (между сине-зелёно-синим и цианом (зелёно-синим), его можно охарактеризовать как сине-зелёно-сине-зелёно-синий.
По мнению одних исследователей, русское слово «голубой» происходит от слова «голубь» (по одной версии — по цвету отлива шейных перьев птицы; хотя скорее всего речь идёт о цвете головного оперения птицы; ср.: лат. columbus — «голубь»); по мнению других исследователей — наоборот, «голубь» от «голубой».
При появлении заметного ощущения зелёного оттенка голубой переходит в циан, затем в бирюзовый.
Английское слово blue может обозначать как синий, так и голубой. Этому цвету приблизительно соответствует оттенок 140 в цветовой системе Windows (140-240-120, 0080FF16). Наиболее близким по смыслу для обозначения голубого цвета является английское слово azure.

## Природные красители и пигменты
- Топаз чаще всего бывает голубого цвета. Голубой оттенок топаза вызван ионами титана.
- Аквамарин и ларимар бывают как голубого цвета, так и зеленовато-голубоватого (цвета циан).
- Бирюза чаще имеет зеленовато-голубоватые оттенки (цвет циан), но встречаются и голубые экземпляры — в зависимости от месторождения).
- Лазурит обычно имеет синий цвет, но иногда встречаются и голубые экземпляры. Он служил в древности одним из немногих известных синих пигментов, поэтому был очень дорог (основной источник — Индия).

## Голубое небо и физика зрения
- Голубым выглядит небо. На самом деле небо испускает (вернее, рассеивает) лучи всех видимых цветов, но степень рассеяния обратно пропорциональна длине волны в 4-й степени, то есть в рассеянном излучении видимого диапазона спектра максимальна доля фиолетовых, синих и голубых лучей. Для глаза такая смесь кажется голубой.

## Технологии цветовоспроизведения, полиграфия
- В системе CMYK один из четырёх основных цветов — циан — иногда также называется голубым.
- В анаглиф-очках в сочетании с красным даёт эффект трёхмерного изображения.

## Названия оттенков
- Аквамариновый — ярко-зелёно-голубой, светло-циановый.
- Бирюзовый — ярко-зелёно-голубой, светло-циановый.
- Бристольский голубой — ярко-голубой.
- Бусый — тёмный голубовато-серый или серо-голубой.
- Васильковый — насыщенно голубой, цвет васильков.
- Светло-лазурный (лазоревый).
- Лазурик — особый вид ситца тёмно-голубого цвета.
- Небесный (небесно-голубой) — тёмный голубовато-серый или серо-голубой.
- Перванш — бледно-голубой с сиреневым оттенком.
- Призрачный голубой — светло-голубой, светлый небесно-голубой.
- Силковый — голубой, васильковый.
- Ультрамарин — ископаемое лазурик и получаемая из него краска голубого цвета.
- Шмальтовый — от названия краски, которую делали из толчёного синего стекла (смальты)[3].

## Психология
Голубой цвет является успокаивающим цветом, способствует физическому и умственному расслаблению, создаёт атмосферу безопасности и доверия. Данный цвет считается признаком творчества, его рекомендуют для учебных аудиторий и кабинетов. Характеристика: стремление к покою, гармонии с окружающими людьми и самим собой, к верности, к глубокомысленным рассуждениями.

## В культуре и этнографии
- «Голубой щенок» — мультфильм.
- Голубой огонёк — развлекательная музыкальная телепрограмма в СССР и России
- «Голубой» — вид серого оттенка шерсти кошек, например русская голубая. Также англ. blue используется в описании окрасов других животных.

### Литературно-культурные и исторические ассоциации
- В православной традиции голубой — цвет Богородицы, «Заступницы усердной» в молитвенных обращениях русского народа.
- Голубой — цвет мечты и идеальности[4]. Отсюда понятия «голубая мечта» (то есть прекрасная и труднодостижимая), голубой воришка из «Двенадцати стульев» у Ильфа и Петрова (то есть воришка, который терзался угрызениями совести после краж), голубые волосы Мальвины из сказки «Золотой ключик, или Приключения Буратино», Рей Аянами из аниме-сериала «Евангелион» и Гриммджо Джагерджак из манги/аниме «Блич», голубая характеристика — слишком идеальная.
- На блюдечке с голубой каёмочкой (подать, принести) — предоставить кому-либо что-то желаемое без малейших усилий с его стороны.
- Материальным «воплощением» голубого цвета считается камень топаз.
- Голубые мундиры носили в царской России жандармы. Бытовало даже выражение «голубые штаны». К концу XIX века в русском языке утвердилось слово, обозначающее соответствующий специфический оттенок голубого — жандарм (ярко-голубой с зелёным отливом)[5].
- Голубые каски — распространённое неофициальное название Миротворческих сил ООН
- Голубой — жаргонное название гомосексуального мужчины в России с начала 1980-х годов (например, песня Ю. Лозы «Мой приятель — „голубой“» 1983 года).